# Nir Bergman

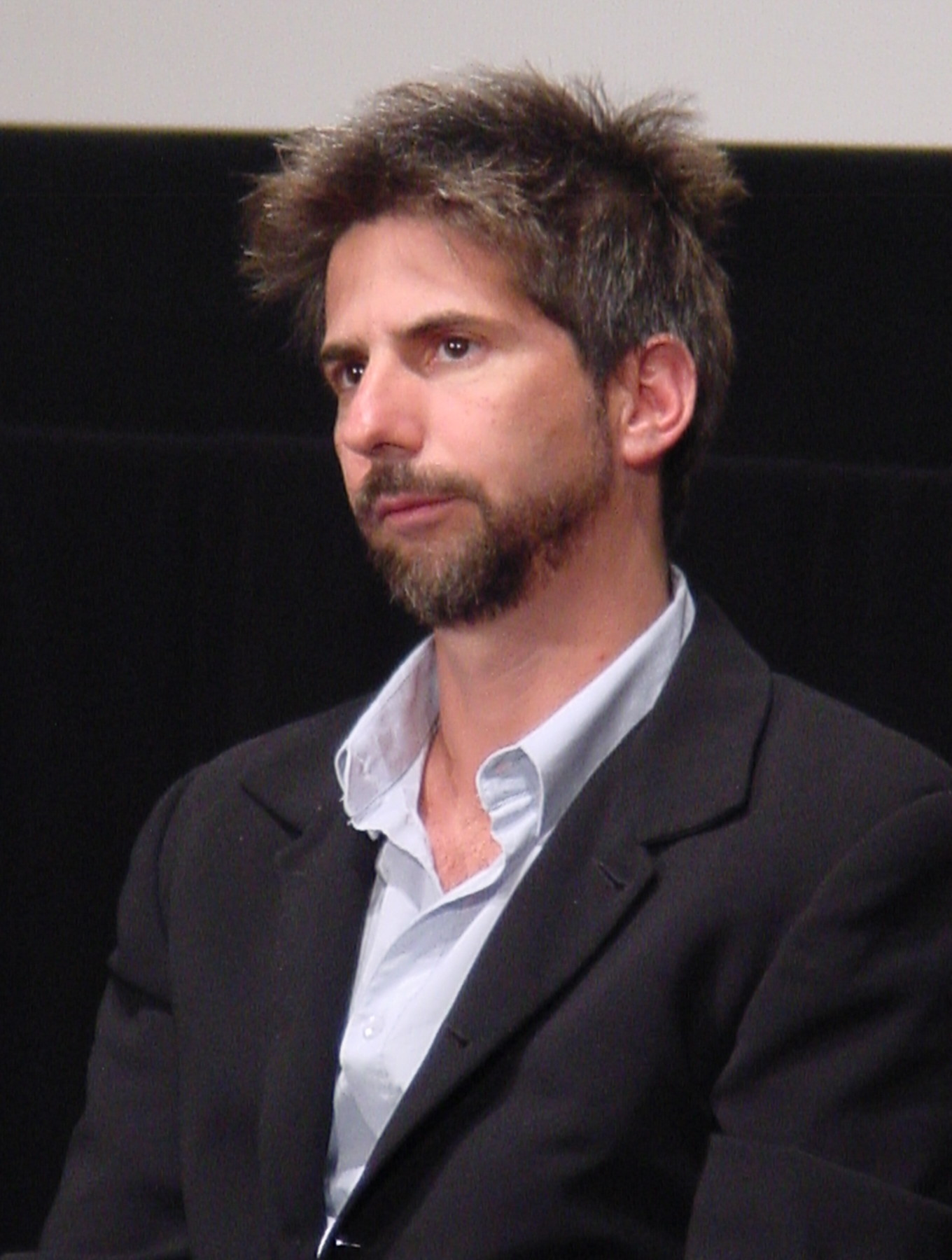
Nir Bergman 2010

Nir Bergman (hebräisch ניר ברגמן; * 8. August 1969 in Haifa) ist ein israelischer Filmregisseur und Drehbuchautor.
Bergman wurde 1969 in Haifa geboren und zog 1983 mit seinen Eltern nach En Hod, einem kleinen Künstlerdorf im Norden Israels. Nach bestandenem Abitur an der WIZO Highschool und dem anschließenden Militärdienst studierte er an der Universität Tel Aviv, bevor er 1998 ein Filmstudium an der Sam Spiegel Film and Television School, Jerusalem beendete.
Schon während seines Studiums schrieb er Drehbücher und führte auch bei Kurzfilmen Regie. Sein Diplomfilm Sea Horses Susei Yam konnte bereits zahlreiche Preise gewinnen, wie beim Internationalen Festival der Filmhochschulen in München. Sein Spielfilmdebüt Broken Wings wurde ebenfalls mehrfach ausgezeichnet, z. B. mit dem Ophir-Preis als bester Film des Jahres 2002 der israelischen Film- und Fernsehakademie, und lief auch in der Sektion Panorama bei der Berlinale 2003. Nach mehreren Fernsehproduktionen wurde sein zweiter Kinofilm HaDikduk HaPnimi in der Sektion Generation Kplus bei der Berlinale 2011 gezeigt.

## Filmografie (Auswahl)
- 2003: Broken Wings (Knafayim Shvurot) Regisseur, Drehbuchautor
- 2010: Der Kindheitserfinder (Intimate Grammar, HaDikduk HaPnimi, nach dem gleichnamigen Roman von David Grossman), Regisseur, Drehbuchautor